# 熱帶娜波灰蝶
 熱帶娜波灰蝶（學名：Nacaduba berenice），又名熱帶波紋小灰蝶、娜灰蝶。

## 描述
本種為小型灰蝶，具明顯雌雄二型性。體背黑褐色，腹面灰白或白色。前翅長13-16 mm，呈弧形，後翅CuA2脈末端具尾突。
雄蝶：頭褐色有毛，中央具白斑，複眼有白色輪緣與毛。觸角黑褐有白環，下唇鬚前伸，被毛，第三節白色棒狀，部分黑褐。胸腹部背面黑褐，腹面白色。足白色，有褐條紋，前足跗節癒合，下彎尖銳。翅背面藍紫或深紫，可透視腹面波紋。翅腹面灰或淡褐，中央與亞基部具白色帶紋，中室端有白色短條，亞外緣由白色細線構成帶紋；後翅CuA1室與臀區有黑斑及橙色紋。緣毛褐色，內白。
雌蝶：外觀與雄蝶相似，但複眼毛較少，前足跗節不癒合。翅背面內側有淺藍斑，外側常見模糊弦月紋，後翅亞外緣具白色弦月紋，前翅外側有黑邊。翅腹面紋路與雄蝶相同，但略不透明，CuA1室與臀區具黑斑、橙紋與金屬光澤藍紋組成的眼狀斑。
本種外觀近似大娜波灰蝶，但具以下差異：1）後翅腹面M室條紋末端接近中室條；2）雌蝶翅背面藍斑外側有模糊弦月紋；3）抱器末端無指狀突起。

## 分佈
分布於東洋區低地及澳洲熱帶地區，臺灣僅見於臺東蘭嶼。

## 棲地
棲息於海岸林，一年多代，成蟲飛行活潑快速，喜訪花。幼蟲以牛栓藤科紅葉藤及無患子科番龍眼的新芽與幼葉為食。